# Tam, na nevedomych dorožkach...
Tam, na nevedomych dorožkach... (Там, на неведомых дорожках…) è un film del 1982 diretto da Michail Iosifovič Juzovskij.

## Trama
Lo scolaro Mitja, arrivato al villaggio in vacanza, si ritrova in una terra magica, dove si scontra con favolosi cattivi.